# 드리마 워커
드리마 워커(Dreama Walker, 1986년 6월 20일 ~ )는 미국의 배우이다.

## 출연 작품
- 다우트 (2017)
- 돈 워리 베이비 (2015)
- 다우트 (2015)
- 콕트 (2015)
- 크로린 (2013)
- 뱀퍼리피카 (2012)
- 더 디스커버러스 (2012)
- 키친 (2012)
- 두 여자의 위험한 동거 2 (2012)
- 컴플라이언스 (2012)
- 파더/손 (2011)
- 더 필 (2011)
- 더 시터 (2011)
- 세븐 데들리 신스 (2010)
- 굿 와이프 1 (2009)
- 그곳에선 아무도 거짓말을 하지 않는다 (2009)
- 라이프라인즈 (2008)
- 그랜 토리노 (2008)
- 섹스 앤 더 시티 (2008)
- 굿바이 베이비 (2007)
- 가십걸 시즌1 (2007)
- 가딩 라이트 (1952)